# シネティアラ21
シネティアラ21（CineTiara21）は、埼玉県熊谷市の熊谷駅に直結した複合型商業施設ティアラ21の8階にあるシネマコンプレックス。2004年11月20日のティアラ21の開業と同時に営業を開始した。
この項目では、前身の映画館「シネプラザ21」についても触れる。

## 概要
郊外型のシネマコンプレックスだが、熊谷駅直結である点や駐車場も完備（ティアラ21駐車場）されていることを売りにしている。
地元企業「鷹の羽興業株式会社」が運営（ほぼ専業）しているが、シネティアラ21館内および公式ウェブサイトにおいては一部を除いて、社名を出していない。
熊谷市では、シネティアラ21と大手のイオンシネマ熊谷の2つのシネマコンプレックスが競争している。経緯などの詳細は熊谷市の映画館の項目を参照されたい。

## 特徴
- スクリーン数：8
- コンセッションではコカ・コーラを販売している。
- 以下のことは、全スクリーン・座席が対応している。
  - TD-PH1スクリーン：独自のスクリーンで、目に優しく鮮明な映像であるとしている。
  - CDPS（CineTiara21 Dynamic Pure Sound）：独自の音響システムで、迫力ある音が楽しめる。デジタル対応。
  - ワイドシート：ゆったりとした幅の広いシートである。
  - 全席指定：「立見」というものが存在しない。
- 映画を見ると、ティアラ21駐車場が、3時間半無料となる。
- チケット先売りサービス：6日前から上映時間・座席指定チケットを発売する。

### 客席数
- シネマ1：361
- シネマ2：246
- シネマ3：265
- シネマ4：140
- シネマ5：116
- シネマ6：162
- シネマ7：98
- シネマ8：113

## シネプラザ21
シネプラザ21の前身は、1950年代後半に設立された「熊谷銀座映画劇場」（くまがやぎんざえいがげきじょう、略称「銀映」）である。当時の熊谷市内には星川通りにあった当館のほか、不二館、金星館、熊谷松竹映画劇場、熊谷文化映画劇場、富士見映画劇場といった映画館が存在していた。
やがて30年近くが経過した1980年代前半、銀映を休館して建て替え工事に入り、1985年1月に「熊谷グートビル」が竣工。同ビル内に「熊谷シネマ1・2・3」としてリニューアル再開業した。その後館名を「シネプラザ21」に統一。更に1990年代後半には1スクリーン増設し、4スクリーン体制となり、2000年に富士見劇場が閉場して東映系も引き継いでいたが、上述のシネティアラ21の開業準備に伴い2003年9月30日をもって閉館した。
シネプラザ21があった「熊谷グートビル」は現存しており、鷹の羽興業株式会社の本社が残って、テナント貸しを行なっている。